# 肚臍餅
肚臍餅是苗栗縣特產，中間餡料凸出，又稱奶頭餅、綠豆凸；外皮油香酥可口，甜而不膩，外型類似葡式蛋塔；不同的是肚臍餅內餡為綠豆泥或是蕃薯泥，配上桃竹苗丘陵地盛產茶，是風味極佳之午後精緻茶點。現為苗栗縣縣餅。
據說1905年左右，部份在苗栗縣苗栗市苗栗糖廠練糖的日本技師，思念家鄉糕餅和果子甜點，即與苗栗鄉親，就地取材，共同研製茶點；肚臍餅由來說。

## 製作
- 參見烤餅。

## 外部連結
- 懷舊小食多滋味 （页面存档备份，存于）
- 苗栗文化產業網 - 糕餅 - 肚臍餅的由來
- 「肚X餅」是中壢名產？在地人驚：根本沒吃過啊！